# Can Trullàs
Can Trullàs és una masia del municipi de Viladecavalls (Vallès Occidental) protegida com a bé cultural d'interès local.

## Descripció
És una masia de planta baixa i un pis amb teulada a doble vessant i el carener paral·lel a la façana principal. La porta d'entrada és una gran arc adovellat i al costat s'ha obert una altra gran arcada tancada amb vidres. A l'interior, a la planta baixa, es conserven una sèrie d'arcs de pedra.